# Basilikum
Das Basilikum (Ocimum basilicum), auch Basilie, Basilienkraut oder Königskraut genannt, ist eine Gewürzpflanze aus der gleichnamigen Gattung Basilikum (Ocimum) in der Familie der Lippenblütler.

## Beschreibung

### Vegetative Merkmale
Die verschiedenen Kulturformen unterscheiden sich in Blattfarbe, Größe, Aroma, Wachstumsart und Ansprüchen. Basilikum wird in den gemäßigten Breiten meist als einjährige Pflanze kultiviert. Es ist eine aufrecht wachsende, einjährige krautige Pflanze mit Pfahlwurzel, die Wuchshöhen von 12 bis 70 Zentimetern erreicht. Alle Pflanzenteile duften aromatisch. Stängel, Blütenhüllblätter und oft die Laubblätter sind behaart (Indument). Die kreuzgegenständigen Laubblätter sind in Blattstiel und Blattspreite gegliedert. Die kurzen Blattstiele weisen eine Länge von 5 bis 20 Millimeter auf. Die einfache Blattspreite ist oft eiförmig mit einer Länge von 1,5 bis 5 Zentimetern sowie einer Breite von 0,8 bis 3,2 Zentimetern. Der Blattrand ist glatt.

### Generative Merkmale

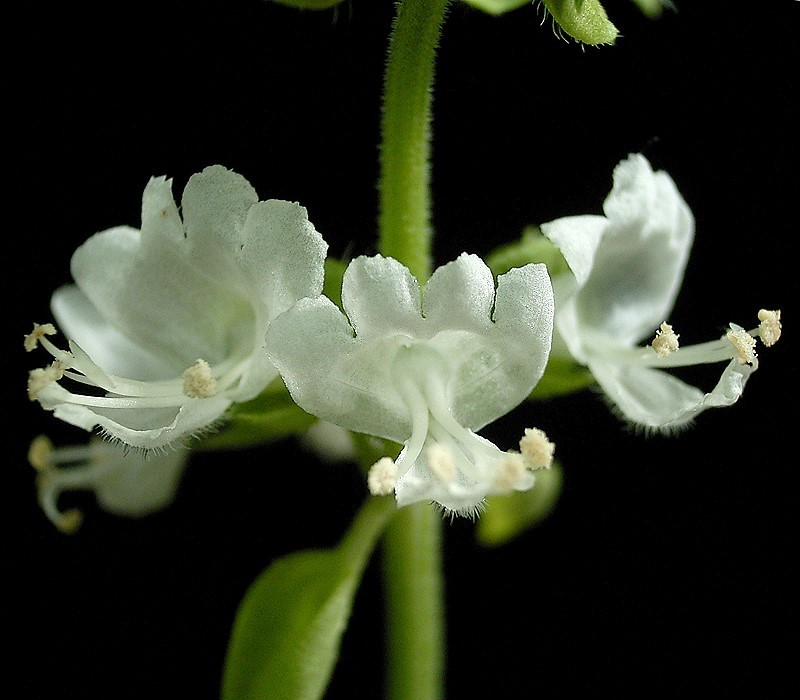
Zygomorphe Blüten mit den vier Staubblättern

Die Blütezeit reicht hauptsächlich von Juni bis September. Der vielblütige ährige Blütenstand enthält auch zwei- bis dreiblütige Zymen. Der Blütenstiel ist 2,5 Millimeter lang.
Die zwittrige Blüte ist zygomorph und fünfzählig mit doppelter Blütenhülle. Die fünf Kelchblätter sind glockenförmig verwachsen und weisen die gleiche Farbe wie die Laubblätter auf. Der Kelch ist während des Blühvorgangs (Anthese) 1,5 bis 3 Millimeter lang und vergrößert sich bis zur Fruchtreife auf etwa 9 Millimeter. Die fünf Kronblätter sind zu einer 8 bis 9 Millimeter langen Krone verwachsen. Die Kronröhre weist eine Länge von etwa 3 Millimeter auf. Die breite, mehr oder weniger flache Oberlippe ist vierlappig, etwa 3 Millimeter lang und etwa 4,5 Millimeter breit. Die Unterlippe ist etwa 6 Millimeter groß. Es sind zwei ungleiche Paare von Staubblättern vorhanden, die mit der Krone verwachsen sind, aber untereinander frei sind. Die Staubbeutel öffnen sich mit einem Längsschlitz. Der Fruchtknoten ist oberständig. Der Griffel endet in einer zweilappigen Narbe.

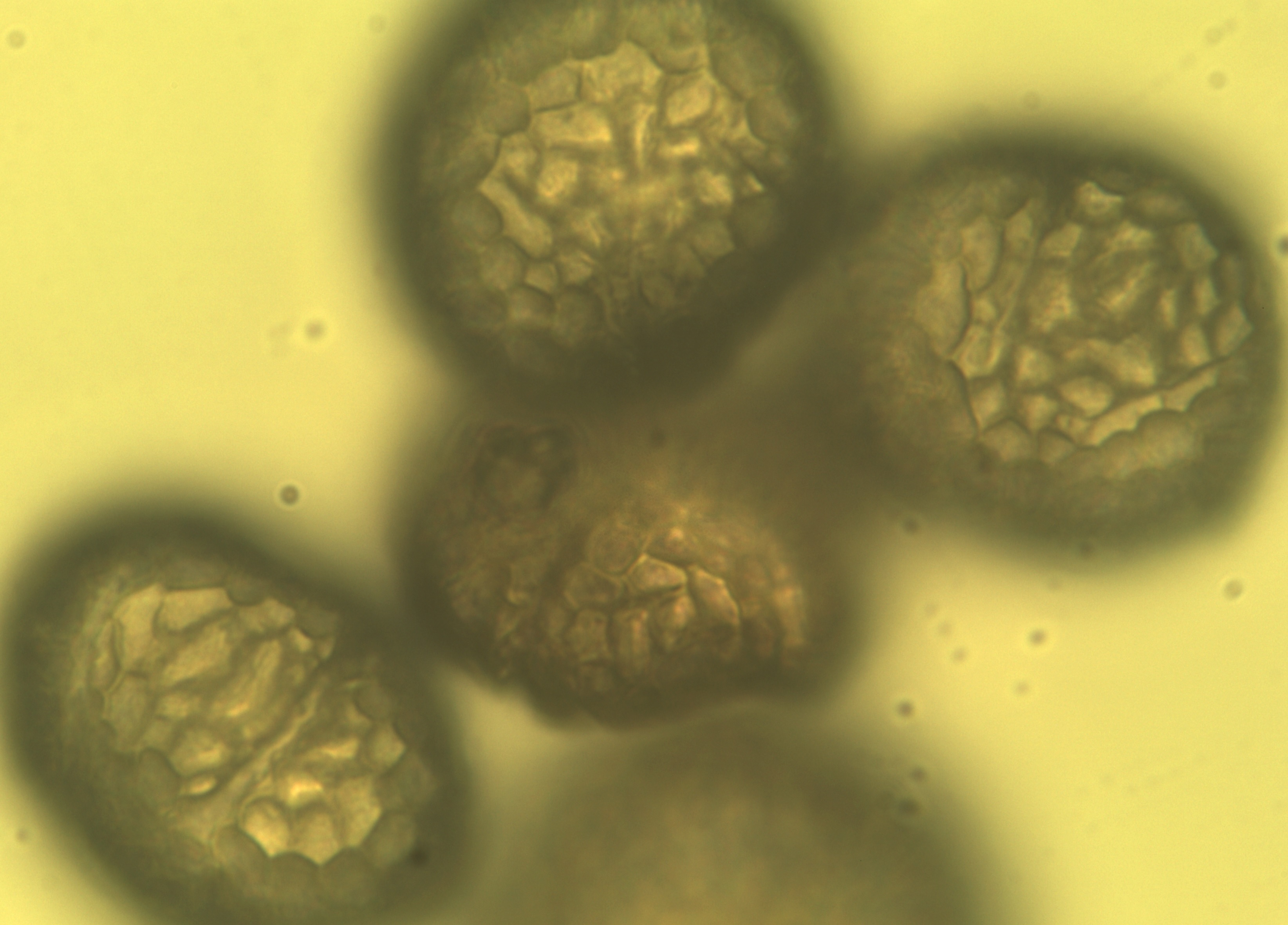
Pollenkörner von Basilikum (400×)

Die Frucht ist 1,5 bis 2 Millimeter lang und vom vergrößerten Kelch eingehüllt.
Die Chromosomenzahl beträgt 2n = 48.

## Inhaltsstoffe
Gehalt und Zusammensetzung des ätherischen Öls sind je nach Sorte, Herkunft und Erntezeitpunkt stark unterschiedlich. Der Gehalt schwankt zwischen 0,04 und 0,70 %, wobei das Deutsche Arzneibuch einen Mindestgehalt von 0,4 % vorschreibt (bezogen auf die Trockensubstanz). Die wichtigsten Bestandteile des ätherischen Öls sind dabei Linalool mit bis zu 85 % Anteil, Estragol mit bis zu 90 % und Eugenol mit bis zu 20 %. Daneben sind eine Reihe weiterer Inhaltsstoffe, wie Monoterpene (z. B.  Citral, Limonen, Geraniol, Borneolacetat, α-Terpinylacetat, Ocimen und 1,8-Cineol),  Sesquiterpene (wie Citronellol, δ-Cadinen und β-Caryophyllen) und Phenylpropane (wie Methyleugenol und Zimtsäuremethylester) enthalten. Außer ätherischem Öl sind noch Gerbstoffe, Flavonoide, Linolensäure, Kaffeesäure und Äsculosid in nennenswerten Mengen enthalten. Das Bundesinstitut für Risikobewertung warnt vor im Basilikum enthaltenen Estragol und Methyleugenol, die in hohen Dosen als krebserregend gelten.
Basilikum besitzt einen Nährwert von knapp 100 kJ je 100 Gramm, an dem Eiweiß und Kohlenhydrate den größten Teil ausmachen. Es enthält eine hohe Menge an Vitamin K und ist reich an Mineralstoffen, darunter Eisen, Mangan und Kupfer.
| 100 g Basilikum (roh) enthalten durchschnittlich: |        |        |               |        |         |         |           |         |           |           |
| Energie                                           | Wasser | Fett   | Kohlenhydrate | Eiweiß | Eisen   | Kupfer  | Magnesium | Mangan  | Vitamin A | Vitamin K |
| 96 kJ (23 kcal)                                   | 92,1 g | 0,64 g | 2,65 g        | 3,15 g | 3,17 mg | 0,39 mg | 64 mg     | 1,15 mg | 0,26 mg   | 0,42 mg   |

## Verbreitung
Das natürliche Verbreitungsgebiet des Basilikums umfasst das tropische und subtropische Asien.

## Systematik
Der Artname Ocimum basilicum wurde 1753 durch Carl von Linné in Species Plantarum erstveröffentlicht.
Basilikum wird in zwei Unterarten gegliedert, daneben gibt es noch andere Unterteilungen in verschieden viele Varietäten:
- Ocimum basilicum L. subsp. basilicum, die in Europa vorkommende Form.
- Ocimum basilicum subsp. minimum L., wird in Indien vielfach als Zierpflanze kultiviert.

Es gibt mehrere Varietäten (Auswahl):
- Ocimum basilicum L. var. basilicum
- Ocimum basilicum var. pilosum (Willd.) Bentham

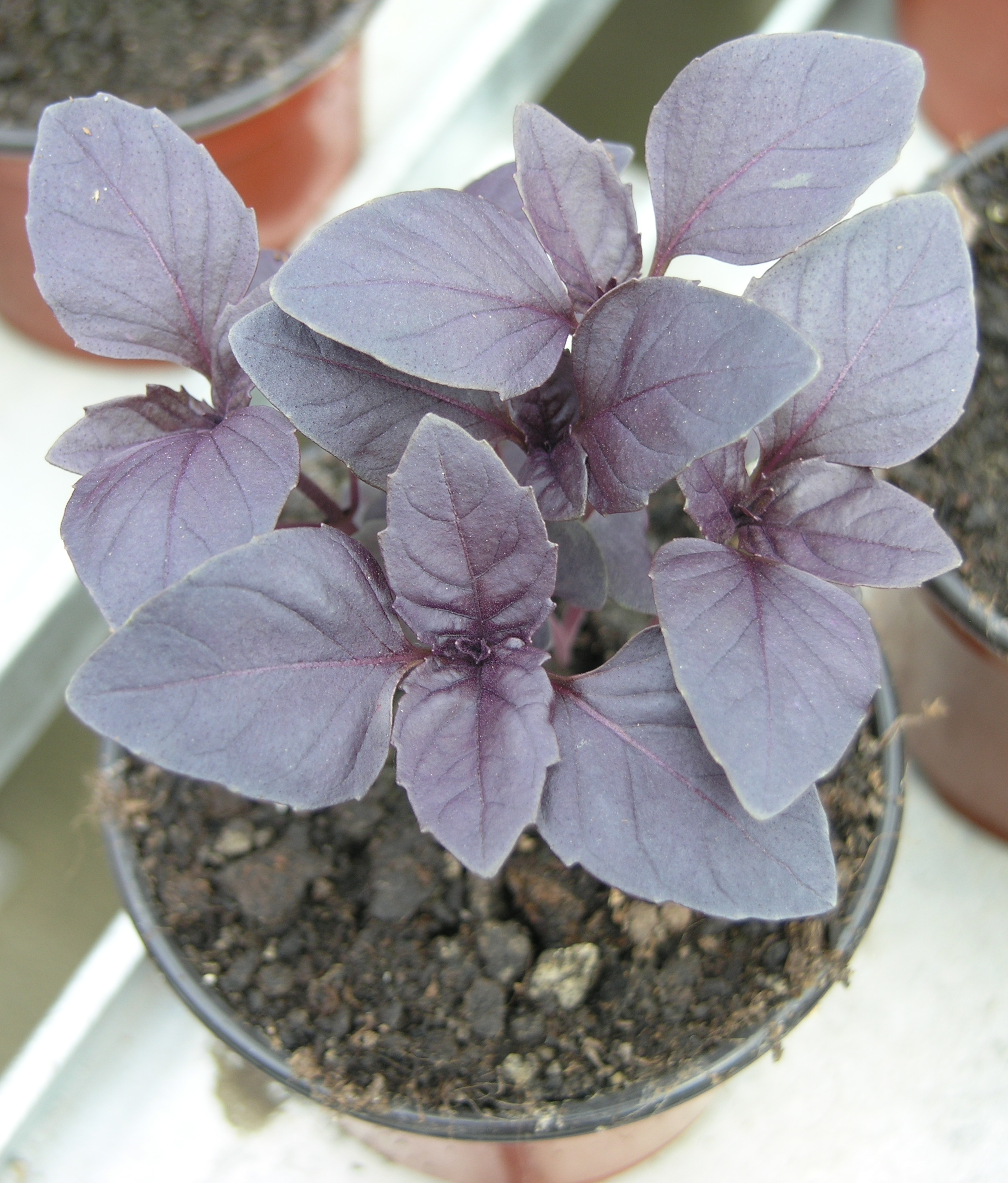
Die rotblättrige Sorte 'Opal'.

Es gibt eine Anzahl von Sorten, die sich in Größe, Blattform, Blattfarbe und Duft unterscheiden. 'Opal' ist eine rotblättrige Sorte. Häufig angebaute Sorten sind 'Großes Grünes', 'Genoveser' und 'Opal'. Die Sorte 'Cinnamon' hat einen zimtartigen Duft und wird auch Zimtbasilikum genannt. Die Sorte 'Lemon' oder Zitronenbasilikum hat einen zitronen-thymian-ähnlichen Duft.
Ocimum basilicum var. thyrsiflora ist als Thai-Basilikum bekannt, jedoch werden auch Zitronenbasilikum sowie indisches Basilikum so genannt.
Busch- oder Zwergbasilikum ist eine nur 15 cm hohe Zierform.
Das lateinische Art-Epitheton basilicum geht aus altgriechisch βασιλικόν basilikón, deutsch ‚königliches‘ hervor und deutet an, dass das Basilikum als königliches Gewürz angesehen wurde. Weitere deutsche Bezeichnungen für Basilikum sind Basilienkraut, Königskraut, Josefskraut, Suppenbasil, Braunsilge und Deutscher Pfeffer. Zum auf den griechisch-lateinischen Pflanzennamen Ocimum (für Ocimum basilicum; altgriechisch ὤκιμον ōkimon) zurückgehenden Gattungsnamen siehe Basilikum (Gattung).

## Herkunft
Die Herkunft des Basilikums ist heute nicht mehr feststellbar. Als Herkunftsgebiet wird Nordwest-Indien vermutet. In Vorderindien wurde Basilikum bereits rund 1000 v. Chr. als Gewürz-, Heil- und Zierpflanze kultiviert. Funde in Pyramiden belegen den Anbau in Ägypten bereits im Altertum. Die Bezeichnung des Basilienkrauts (siehe dazu auch den Gattungsartikel) ist als Basilicum latinisiert aus dem Griechischen basilicon (später auch basylicon geschrieben) übernommen. In Griechenland gibt es bis heute zahlreiche Volkssagen um das Basilikum und dessen Herkunft. Neben der griechischen wird Basilikum traditionell auch in der italienischen Küche häufig verwendet.
Nach Deutschland dürfte das Basilikum im 12. Jahrhundert n. Chr. gekommen sein.

## Kultivierung

### Anbau und Ernte

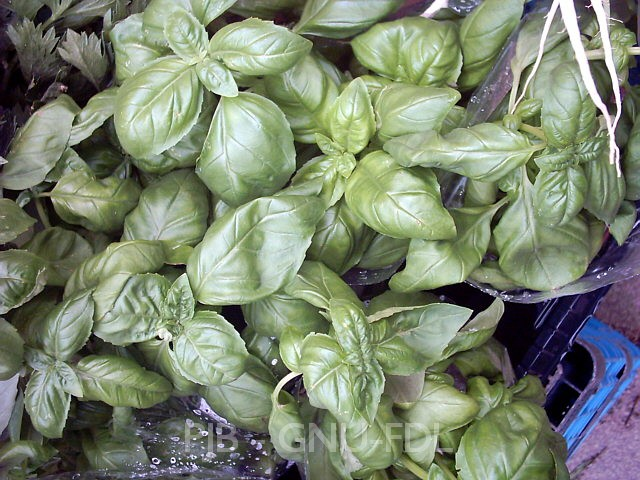
Basilikum (Marktware)

Der Anbau erfolgt großteils in subtropischen Gebieten, aber auch in den Tropen und gemäßigten Breiten. Basilikum wird im Freiland wie im Gewächshaus angebaut. Es wird als Topf- und Bundware angebaut. Im Freiland benötigt Basilikum lockere, wasserdurchlässige, sich gut erwärmende Böden. Der Boden-pH-Wert liegt optimalerweise zwischen 6,5 und 7,2. Basilikum ist eine wärmebedürftige Pflanze, unter 12 °C findet praktisch kein Wachstum statt, dafür steigt der Pilzbefall stark an. In Deutschland kommt Freilandware zwischen etwa Ende Juni und Anfang Oktober auf den Markt, Gewächshausware das ganze Jahr. Für die Sortierung wie die Verpackung gibt es keine speziellen Vorschriften. Bundware sind häufig 30 bis 40 g schwere, in Folie verpackte Bunde. Im Gewächshaus wird vor allem Topfware angebaut. Die Kultur dauert zwischen 40 Tagen im Sommer und 80 bis 100 Tagen im Winter. Aber auch als Topfpflanze ist es gut haltbar.

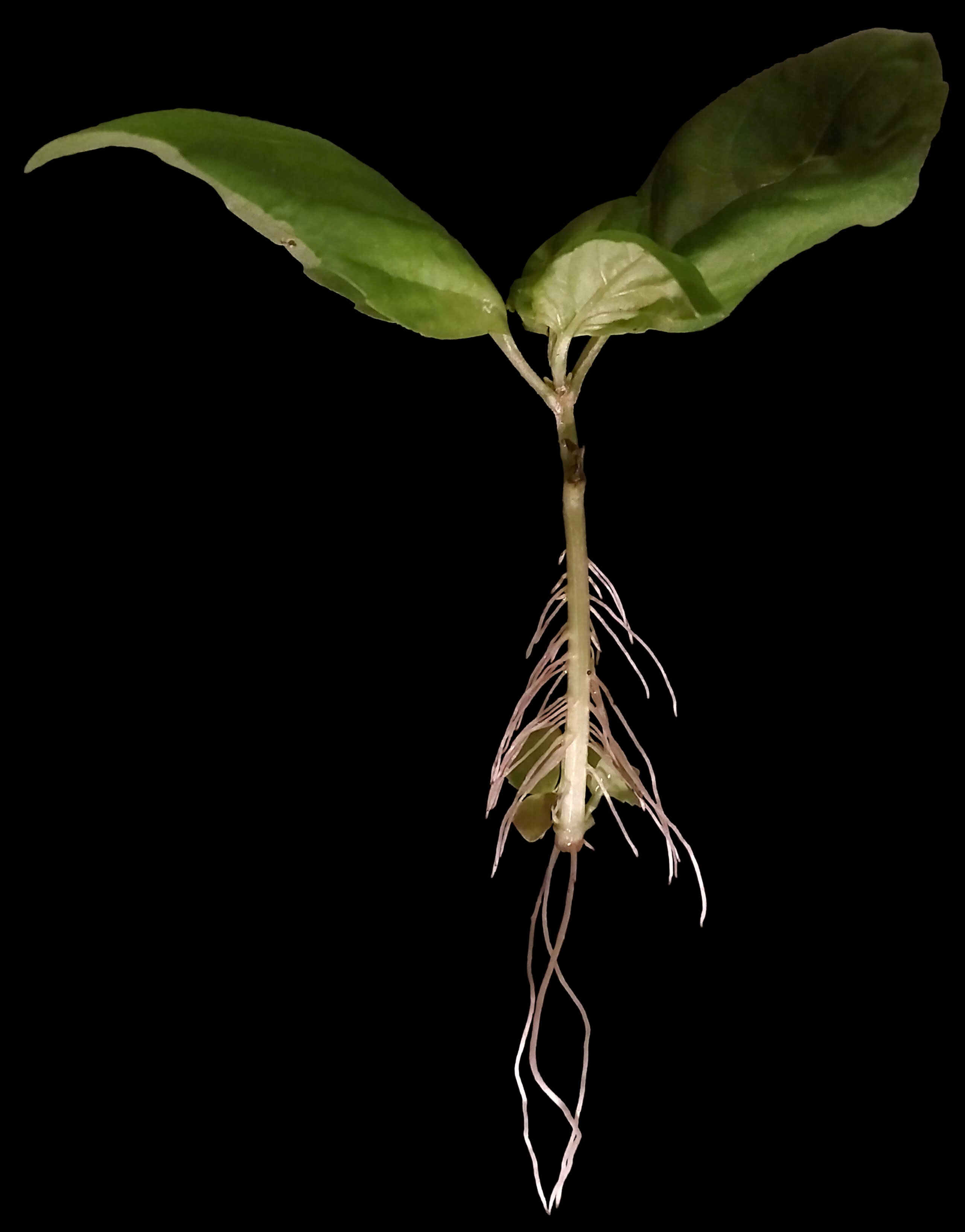
Abgeschnittener Trieb mit ausgebildeten Wurzeln

Abgeschnittene Triebe, welche in Wasser gestellt werden, bilden nach wenigen Wochen neue Wurzeln aus. Auf diese Weise kann Basilikum auch in Privathaushalten günstig und ohne großen Aufwand vermehrt werden. Basilikum kann ab 12 °C Außentemperatur problemlos im Freien angebaut werden. Bei entsprechendem Licht, wobei im Sommer Halbschatten bevorzugt wird, wächst die Pflanze krautig und ist auch wesentlich beständiger als Basilikum als Topfpflanze im Gebäude. Das im Einzelhandel erhältliche Basilikum ist eine im Treibhaus gezogene Jungpflanze, die sehr dicht und eng in einem stark durchwurzelten Plastiktopf vertrieben wird und nicht als Zimmerpflanze gedacht ist. Dieses Basilikum ist nur für den schnellen Verzehr geeignet und erleidet beim Transport durch unzureichende Lichtverhältnisse, durch wenig Nährstoffe und niedrige Temperaturen eine Schwächung. Daher sollten die Pflanzen vereinzelt und mit ausreichendem Platz für eine intensive Bewurzelung in ein neues Pflanzgefäß umgetopft werden, wo sie erst im Freien ihre Robustheit entwickeln kann. Neben dem Auspflanzen ganzer Pflanzen kann Basilikum auch ausgesät oder durch Bilden von Wurzeln in einem mit Wasser gefüllten Gefäß gezogen werden.

### Krankheiten und Schädlinge
Bedeutendste Virenerkrankung ist das von Blattläusen übertragene Luzernemosaikvirus (Alfalfa mosaic virus (AMV)), das Blattvergilbungen auslöst. Bei den Pilzerkrankungen steht die Blattfleckenkrankheit (ausgelöst durch Septoria-Arten) an erster Stelle, die während Regenperioden auftritt. Daneben ist im Freiland wie im Gewächshaus die Fusarium-Welke (Fusarium oxysporum) von Bedeutung. An tierischen Schädlingen sind solche von Bedeutung, die an den Blättern fressen: Zwergzikaden, Raupen der Ampfereule (Acronycta rumicis), Gemeine Wiesenwanzen (Lygus pratensis) und Schnecken. Geschwächte Pflanzen können unter einem starken Blattlausbefall, vor allem an den jungen Trieben, leiden.

## Verwendung

### Küche
Die frischen wie die getrockneten Blätter werden als Küchengewürz verwendet. Basilikum ist in der südeuropäischen, besonders der italienischen Küche eines der meist verwendeten Gewürze. Beim Trocknen ergeben sich allerdings Verluste des Aromas. Basilikum wird auch in der Fleischkonservenindustrie verwendet. Basilikummazerat und -destillat sind Bestandteil mancher Kräuterliköre. Das ätherische Öl wird in der Kosmetikindustrie für Duftmischungen eingesetzt. Das feine Aroma der Blätter passt hervorragend zu Tomaten. Basilikum ist fast immer Bestandteil von Pesto und unverzichtbar für die traditionelle neapolitanische Pizza.
Aufgequollene Samen (Basil seeds) werden, ähnlich wie Mexikanische Chia, in manchen Modegetränken verwendet.

### Medizinische Bedeutung
Seit dem Altertum wird Basilikum in der Heilkunde verwendet. So wurde die Pflanze eingesetzt bei der Therapie von Kopfschmerzen und Tränenfisteln.
Die pharmazeutische Droge wird als Basilici herba (lat.: des Basilikums Kraut) bezeichnet. Basilikum wird in der Volksmedizin, vor allem im mediterranen Raum, bei Appetitlosigkeit (Stomachikum), bei Blähungen und Völlegefühl (Karminativum) und seltener als Diuretikum, Laktagogum und bei Rachen-Entzündungen zum Gurgeln eingesetzt. Basilikum wird in Volksheilkunde-Praktiken verwendet, wie beispielsweise in der Ayurveda oder der traditionellen chinesischen Medizin.
Das ätherische Öl besitzt anthelmintische (entwurmende) und antiphlogistische (entzündungshemmende) Eigenschaften und hemmt die Bildung von Magengeschwüren.
Basilikumsamen werden aufgrund ihres Gesundheitsversprechens in einigen asiatischen Ländern oder in der Ayurveda eingesetzt.  Basilikumsamen werden üblicherweise nicht als Lebensmittel verwendet, obwohl einige Studien ihnen nicht nur Nährwert, sondern auch antidiabetische, antimikrobielle, antioxidative und krebsbekämpfende Wirkung zuschreiben.
Ein Aufguss mit Samen des Basilienkrauts war früher auch in Deutschland zum Beispiel als kühlendes Getränk bei Fieber bekannt.
Es sind zwar bei Einnahme therapeutischer Dosen keine Nebenwirkungen bekannt, jedoch wird aufgrund des Gehaltes an Estragol eine arzneiliche Anwendung für nicht vertretbar angesehen. Das Bundesinstitut für Risikobewertung stellte 2002 im Tierversuch fest, dass Estragol karzinogene Wirkungen und in In-vitro- und in In-vivo-Untersuchungen genotoxische Effekte zeigen, wobei die Datenlage für eine endgültige wissenschaftliche Bewertung unzureichend ist. Die Kommission E kam hinsichtlich des Basilienkrauts und des Basilikumöls zu folgender Beurteilung: Da die Wirksamkeit bei den beanspruchten Anwendungsgebieten nicht belegt ist und aufgrund der Risiken kann eine therapeutische Anwendung nicht vertreten werden. Gegen die Verwendung des Basilikumkrauts als Geruchs- und Geschmackskorrigens bis 5 % in Zubereitungen bestehen keine Bedenken.